# Musée départemental de la Résistance du Vercors
Le Musée départemental de la Résistance du Vercors, situé dans le département de la Drôme à  Vassieux-en-Vercors, une des cinq communes françaises Compagnon de la Libération. Il  est consacré à l'histoire tragique du maquis du Vercors, pendant la Seconde Guerre mondiale.

## Histoire du musée
Le musée a été fondé par un ancien maquisard, Joseph La Picirella, en 1973 qui conservait dans une grange qu'il avait aménagée plus de 900 objets, documents et photographies relatifs à l'histoire du maquis du Vercors, contribuant ainsi à faire du Vercors, un haut-lieu de la mémoire collective des Français.
Le musée est devenu propriété du Département de la Drôme et fut entièrement rénové en 2010.

## Caractéristiques
La muséographie croise l'histoire renouvelée du maquis et de la reconstruction avec les témoignages du fondateur.
La présentation des objets accompagnée de bornes tactiles est organisée autour de trois thèmes : 
- Le Vercors avant le Vercors, contexte local et international 1918-1942 ;
- Le maquis du Vercors : histoire mise en contexte du maquis fin 1942 à août 1944 avec son organisation, les combats et la tragédie de l’été 1944 ;
- Le Vercors après le Vercors : l'après-guerre: reconstruction du Vercors, commémorations et constructions mémorielles.

De plus, le musée organise des activités culturelles et pédagogiques : des expositions temporaires, des visites accompagnées et thématiques pour le jeune public comme pour les adultes.

## La nécropole nationale de Vassieux-en-Vercors
Non loin du musée, la nécropole nationale de Vassieux-en-Vercors est un cimetière militaire de la Résistance situé au bord de route à l'entrée du village de Vassieux. D'une superficie de 8 300 m2, elle a été créée en 1948 et rassemble 187 tombes individuelles matérialisées par des croix de ciment peintes en blanc :
- celles de 86 de résistants membres des FFI ;
- celles de 52 habitants de Vassieux ;
- celles de 49 inconnus[6].

On peut y voir également une carcasse de planeur allemand et une « salle du souvenir ».